# Noah's Ark (filme de 1999)
Noah's Ark (bra A Arca de Noé) é um telefilme estadunidense de 1999, dos gêneros drama e épico. O filme relata a história de Noé, interpretado por Jon Voight e escrito no livro de Genesis da Bíblia, apesar de distorcer completamente a história real, misturando a história de Noé com a história de Abraão e Ló, fazendo que esse filme fosse bastante criticado dado a sua confusão de épocas e personagens.

## Sinopse
A ação começa em Sodoma e Gomorra, antro de promiscuidade e orgias sexuais. Perto dali vive Noé com sua pacata e religiosa família. Seguidor das leis divinas, ele pergunta nas suas orações como proteger seus filhos de tamanha perdição. Recebe a resposta nas próprias palavras de Deus que o encarrega de construir uma grande “Arca” para escapar dos 40 dias e noites de chuva que irão destruir o planeta. Em sua conturbada e difícil missão, Noé vive aventuras arriscadas que mudaram o destino da humanidade. 